# 브리초스 (TV 시리즈)
《브리초스》(브라질 포르투갈어: Brichos)은 같은 이름의 2007년 영화를 바탕으로 한 브라질의 애니메이션 TV 시리즈이다. TV 브라질에서 2014년 4월 20일부터 2016년 1월 26일까지 방영하였다.

## 등장인물
- 탈레스(포르투갈어: Tales): 카툰의 주인공, 어린 재규어.
- 자이르지뉴(포르투갈어: Jairzinho): 코아티속.
- 반데이라(포르투갈어: Bandeira): 파랑 큰개미핥기.
- 뒤몽진뉴(포르투갈어: Dumontzinho): 호르네로.
- 라탕(포르투갈어: Ratão): 빌라 두스 브리초스의 강도, 쥐.
- 라탕지뉴(포르투갈어: Ratãozinho): 라탕의 아들.
- 파트리시아 "파카"(포르투갈어: Patrícia "Paca"): 분홍 저지대파카.
- 미첼레 "미카"(포르투갈어: Michele "Mica"): 황금사자타마린.
- 재클린 "자카"(포르투갈어: Jaqueline "Jaca"): 검은카이만.
- 재규어(포르투갈어: Jaguar): 탈레스와 테미스의 아빠.
- P. 뒤몽(포르투갈어: P. Dumont): 뒤몽진뉴의 아빠.
- 루비넬슨(포르투갈어: Rubinelson): 재규어와 P. 뒤몽의 가장 친한 친구와 자카와 넬시뉴의 아빠.
- 마담 이시스(포르투갈어: Madame Ísis): 보라 가오리.
- 온실리아(포르투갈어: Oncília): 탈레스와 테미스의 엄마.
- 테미스(포르투갈어: Têmis): 탈레스의 남동생.
- 자리나(포르투갈어: Jarina): 자카와 넬시뉴의 엄마.
- 넬시뉴(포르투갈어: Nelsinho): 자카의 남동생.
- 올라부(포르투갈어: Olavo): 반데이라의 아빠.
- 올리비아(포르투갈어: Olívia): 반데이라의 엄마.
- 주주 카마루(포르투갈어: Juju Camaro): 녹색 앵무과.
- 도나 지나(포르투갈어: Dona Gina): 자이르지뉴의 양모, 분홍 남아메리카맥.
- 마야(포르투갈어: Maya): 벵골호랑이.
- 마노엘(포르투갈어: Manoel): 파랑 매너티.
- 레티시아 반 데르 뷔르거(포르투갈어: Letícia van der Buerger): 독일 소.
- 마투사(포르투갈어: Matusa): 900세의 거북.
- 포라케(포르투갈어: Poraquê): 전기뱀장어.